# Zoljan
Zoljan  je naselje u Hrvatskoj, regiji Slavoniji u Osječko-baranjskoj županiji i pripada gradu Našicama.

## Zemljopisni položaj
Zoljan se nalazi uz državnu cestu D53 (Našice– Slavonski Brod) i željezničku prugu Našice- Čaglin- Pleternica, te na približno 130 metara nadmorske visine (dio sela uz navedenu cestu) i na sjevernim obroncima Krndije. Dijelovi naselja su Tajnovac, Štukino brdo, Donja Mala, Poljana, Novi Zoljan, Stari Zoljan (nekad zvan i Švapski Zoljan) i Potok. Sjeverno se nalazi grad Našice i Martin, južno Gradac Našički i Londžica, te zapadno Seona. Pripadajući poštanski broj je 31500 Našice, telefonski pozivni 031 i registarska pločica vozila NA (Našice). Površina katastarske jedinice naselja Zoljan je 18,77 km·102. Na izlazu iz sela prema Gradcu nalazi se cementara Našicecement d.d. u vlasništvu Nexe grupe.

## Crkva
U selu se nalazi Rimokatolička crkva Sv. Katarine koja je sagrađena 1922., a obnovljena je 1971. Crkva pripada župi Sv. Antuna Padovanskog (Našice 1.) sa sjedištem u Našicama, te našičkom dekanatu Požeške biskupije. Crkveni god ili kirvaj (proštenje) slavi se 25. studenog. 

## Spomenici i znamenitosti
Nedaleko sela u šumi na obroncima Krndije sredinom 90- tih godina podignuto je spomen obilježje na lokaciji Crni potok u čast poginulih i nestalih hrvatskih zarobljenika pripadnika Vojske NDH iz okolnih mjesta i kolone Križnog puta. Ovaj brutalni zločin počinili su partizani u lipnju 1945.

## Stanovništvo
| broj stanovnika | 361   | 448   | 483   | 555   | 722   | 759   | 743   | 841   | 892   | 889   | 861   | 823   | 723   | 790   | 817   | 733   | 637   |
|                 | 1857. | 1869. | 1880. | 1890. | 1900. | 1910. | 1921. | 1931. | 1948. | 1953. | 1961. | 1971. | 1981. | 1991. | 2001. | 2011. | 2021. |

Sadrži podatke za bivša naselja Novi Zoljan i Stari Zoljan od 1857. do 1948.

## Šport
- NK Zoljan natječe se u 2. ŽNL Osječko-baranjskoj.
- Streljačka udruga "Veteran 132" Zoljan

## Ostalo
- Dobrovoljno vatrogasno društvo Zoljan osnovano 1983.
- Lovačka udruga "Jelen" Zoljan
- Udruga umirovljenika Zoljan  +50

## Vanjska poveznica
- http://www.nasice.hr/

.